# Spirillen
Spirillen (lateinisch Spirilla) sind Bakterien der Gattung Spirillum und der Familie Spirillaceae. Sie sind starr wendelförmig (daher der Name Spirillen), relativ groß (Durchmesser 1,4–1,7 µm, Länge 14–60 µm) und bipolar-polytrich begeißelt. Sie sind gramnegativ, mikroaerophil und auf Sauerstoff O2 angewiesen. Sie besitzen keine Katalase (Wasserstoffperoxid-spaltendes Enzym) und sind deshalb sehr empfindlich gegenüber Wasserstoffperoxid. Natriumchlorid-Konzentrationen über 0,2 g/L vertragen sie nicht. Sie kommen in Süßwasser mit geringem Sauerstoffgehalt vor. In frischer Schweinejauche kommt Spirillum volutans meistens in dichten Massen vor.
Obwohl Spirillen im Allgemeinen als mikroaerophil angesehen werden, ist es auch möglich, sie bei normalen Sauerstoffkonzentrationen in speziellen Kulturmedien zu kultivieren. Sie bauen verschiedene organische Stoffe ab, Kohlenhydrate werden allerdings nicht genutzt.
Die Spirillen wurden, nachdem Antoni van Leeuwenhoek 1663 bereits erstmals schraubenförmige Bakterien beschrieben hatte, 1832 durch den Naturwissenschaftler Christian G. Ehrenberg beschrieben. Einzige sicher anerkannte Arten der Spirillen sind das apathogene Spirillum volutans und Spirillum winogradskyi.
Die Art Spirillum minus löst das Rattenbissfieber aus. Die systematische Stellung dieser Art ist unsicher, da eine genauere Untersuchung der Art noch nicht möglich war. Deshalb wird diese Art auch nicht in der Liste List of Prokaryotic names with Standing in Nomenclature (LPSN) aufgeführt (Stand 8. Januar 2018).